# Sei Dinastie
Nella storia cinese il termine Sei Dinastie (六朝T, Liù CháoP; 220 o 222–589) designa collettivamente sei dinastie durante i periodi dei Tre Regni (220–280 d.C.), della dinastia Jin (265–420) e delle dinastie del Nord e del Sud (420–589).
Questa era seguì immediatamente la caduta della dinastia Han nel 220 d.C. e fu caratterizzata da divisioni, instabilità e guerre.
Il termine si riferisce generalmente a due distinti raggruppamenti di dinastie di quel periodo:
- le sei dinastie con capitali a Jiankang (l'odierna Nanchino), e
- le sei dinastie con stirpe legittima.

## Sei Dinastie con capitali a Jiankang
Le sei dinastie furono:
1. Wu orientale (222–280)
2. Dinastia Jin (265–420)
3. Dinastia Liu Song (420–479)
4. Dinastia Qi meridionale (479–502)
5. Dinastia Liang (502–557)
6. Dinastia Chen (557–589)

Questo elenco si basa sugli stati che mantennero le capitali nazionali a Jiankang vicino al Fiume Azzurro (Chang Jiang). Xu Song (许嵩, Xǔ Sōng) sotto la dinastia Tang scrisse un libro, Jiankang Shilu (建康实录, Jiànkāng Shílù), che fornisce un resoconto storico di Jiankang, che diede origine a questo schema di denominazione.

## Sei Dinastie con stirpe legittima
Queste sei dinastie furono:
1. Cao Wei (220–265)
2. Dinastia Jin (265–420)
3. Dinastia Liu Song (420–479)
4. Dinastia Qi meridionale (479–502)
5. Dinastia Liang (502–557)
6. Dinastia Chen (557–589)

Sima Guang, nel suo libro Zizhi Tongjian, usò i nomi delle ere di queste sei dinastie come linea temporale per descrivere questo periodo storico. In seguito prese il nome di periodo delle Sei Dinastie, o Dinastie Wei Jin del Sud e del Nord (魏晋南北朝, Wèi Jìn Nánběi Cháo.

## Poesia durante le Sei Dinastie
Le Sei Dinastie rappresentano anche un periodo importante nella storia della poesia cinese, notevole specialmente per le sue schiette (per la poesia classica cinese) descrizioni dell'amore e della bellezza. Particolarmente importante, e frequentemente tradotta in altre lingue, è l'antologia Nuovi canti d'amore da una terrazza di giada, compilata da Xu Ling (507-83), sotto il patrocinio del principe ereditario Xiao Gang (poi imperatore Jian Wen) della dinastia Liang. Significativo è anche lo Zi Ye, o stile della "Signora Mezzanotte", presumibilmente originato da un cantante professionale della dinastia Jin.

## Eredità
Essendo per la prima volta nella storia il principale centro politico della Cina situato a sud, con l'aumento della popolazione e il costante sviluppo economico e culturale, dalla dinastia Tang in poi i territori della Cina meridionale, fino ad allora isolati e arretrati, acquistarono una posizione di preminenza che poteva rivaleggiare con quella del nord..
Il buddhismo, che raggiunse la Cina per la prima volta durante la dinastia Han orientale, fiorì sotto le Sei Dinastie (e simultaneamente sotto le Dinastie del Nord) e divenne da allora una delle principali religioni cinesi.
Lo studioso giapponese Michio Tanigawa analizzò il periodo delle Sei Dinastie per verificare le teorie generali sullo sviluppo storico della Cina. Alcuni pensatori, scrive Tanigawa, sostengono che la Cina abbia seguito il modello europeo che i marxisti e i pensatori liberali ritenevano fosse universale, ossia dalla schiavitù antica al feudalesimo medievale al capitalismo moderno, mentre altri sostengono che "la società cinese fosse straordinariamente satura di stagnazione, in confronto all'Occidente, e assumono che esistesse in un mondo storico qualitativamente diverso dalla società occidentale." Vale a dire, vi è un dibattito tra coloro che vedono una "storia del mondo unilineare, monistica" e coloro che concepiscono una "storia del mondo a due o molti binari". La conclusione di Tanigawa è che la Cina non ebbe il "feudalesimo" nel senso che utilizzano i marxisti, ma che i governi militari non svilupparono un'aristocrazia del tipo che si sviluppò in Europa. Il periodo stabilì modelli sociali e politici che foggiarono la storia della Cina da quel punto in poi.